# Irmashly
Irmashly (ryska: Engel’skend, azerbajdzjanska: Engelskənd) är en ort i Azerbajdzjan.   Den ligger i distriktet Şəmkir Rayonu, i den västra delen av landet, 300 km väster om huvudstaden Baku. Irmashly ligger 533 meter över havet och antalet invånare är 5300.
Terrängen runt Irmashly är kuperad söderut, men norrut är den platt. Närmaste större samhälle är Shamkhor, 10,7 km öster om Irmashly.
Trakten runt Irmashly består till största delen av jordbruksmark. Runt Irmashly är det ganska tätbefolkat, med 108 invånare per kvadratkilometer.